# Louis de Pointe du Lac
Louis de Pointe du Lac – fikcyjna postać występująca w powieściach z cyklu Kroniki wampirów autorstwa Anne Rice, a także główny bohater filmu Wywiad z wampirem (adaptującego pierwszą część nadmienionej sagi), gdzie jego rolę odegrał aktor Brad Pitt.

## Historia postaci
Louis był arystokratą mieszkającym w pobliżu Nowego Orleanu, którego życie po stracie brata załamało się. Stracił chęć do życia. Kiedy Louis był już na skraju wyczerpania psychicznego odwiedził go Lestat de Lioncourt i w XVIII wieku zmienił go w wampira, co w późniejszych czasach Louis postrzegał za koszmar.
Przez dłuższy czas nie mógł się przełamać i pożywiać krwią ludzi, dlatego żywił się zwierzętami. Dopiero później, kiedy poznał Claudię i zasmakował jej krwi powrócił do krwi ludzkiej. Po tym „incydencie”, kiedy Lestat przyłapał Louisa pijącego krew Claudii, Lestat przeżył prawdziwy wybuch wewnętrznej radości. W przeciągu kilku następnych dni przemienił Claudię w wampira i tak stała się członkiem ich rodziny. Przez okres około 60 lat żyli spokojnie ze sobą, Lestat uczył ją jak zabijać, a Louis poglądów na życie i na świat. Po upływie 65 lat Claudię zaczęły dopadać wątpliwości, przestała patrzeć na Lestata jak na ojca, lecz zaczęła patrzeć jak na okrutnego tyrana, który ich więzi. Claudia postanowiła zabić swego „ojca” i uciec wraz z Louisem na „stary kontynent”.
Gdy byli przekonani, że udało im się uciec, Lestat powrócił. Był potwornie pokaleczony, jednak był w stanie ich zabić (Claudię za próbę zabójstwa, a Louisa za to, iż nie udzielił mu pomocy). Jednak znów udało im się uciec i popłynęli statkiem do Europy. Przez długi okres szukali innych wampirów, jednak nieskutecznie. Dopiero, gdy Louis wracał do domu spotkał Armanda, jednego z najsilniejszych i najstarszych wampirów, który zaprosił go wraz z Claudią na spektakl do teatru. Jednak ich radość nie trwała długo, ponieważ Armand i reszta wiedzieli co Louis i Claudia uczynili, a jedyną karą za zabójstwo innego wampira była kara śmierci. Wieczorem, tego samego dnia, Louis uczynił wampirem Madeleine, która miała się opiekować Claudią gdy razem uciekną, lecz było już za późno. Cała trójka została pojmana. Claudia i Madeleine zostały spalone w studni przez słońce, natomiast Louisa uratował Armand.
Louis zemścił się na tych co zgładzili jego „ukochaną”: spalił teatr i pozabijał ich. Odszedł od Armanda i rozpoczął samotne życie. W 1970 roku ponownie spotkał się z Lestatem, który zachowywał się inaczej niż zawsze. Był wystraszony, ubrany w łachmany żywił się zwierzętami, prosił Louisa, aby z nim został i mu pomógł. Louis odmówił i dalej kroczył ścieżką samotności. Ponowne ich spotkanie następuje w latach 80., kiedy to Louis wraz z Lestatem, a także innymi potężnymi wampirami, staje się świadkiem przebudzenia Akashy – królowej wszystkich „dzieci ciemności”. Po tych wydarzeniach Louis pojawia się w kronikach jedynie sporadycznie, m.in. gdy nawiedza go w snach widmo Claudii. W powieści Merrick prosi o pomoc Merrick Mayfair o przywołanie ducha Claudii. Wówczas mieszka on z przebywającym w stanie wampirzej hibernacji Lestatem i nowym, aczkolwiek silnym wampirem Davidem Talbotem. Za pośrednictwem Talbota spotyka się z czarownicą Merrick Mayfair, która przywołuje dla niego ducha Claudii.
Po tych wydarzeniach Louis przemienia Merrick w wampirzycę, sam natomiast dokonuje próby samobójczej wystawiając się na działanie słońca. Po dwóch wiekach wampirzego życia Louis jest już zbyt silny, by spaliło go słońce, aczkolwiek odniósł wiele obrażeń. Do zdrowia przywraca go krew potężnego Lestata, który wybudził się na tę wiadomość ze śpiączki. Louis wraca do sił i staje się o wiele potężniejszy niż przedtem.

## Dzieci Louisa
Chociaż Louis poprzysiągł sobie, że nie będzie tworzył wampirów, by nie czuć się winny za ich morderstwa, w trakcie swojej podróży przez wieczność stworzył ich dwoje:
- Madeleine
- Merrick Mayfair